# 2MASS J03400942-6724051
2MASS J03400942-6724051 ist ein Brauner Zwerg im Sternbild Kleine Wasserschlange. Er wurde 2007 von Kelle L. Cruz et al. entdeckt. Er gehört der Spektralklasse L7 an.